# 르봉 마르셰

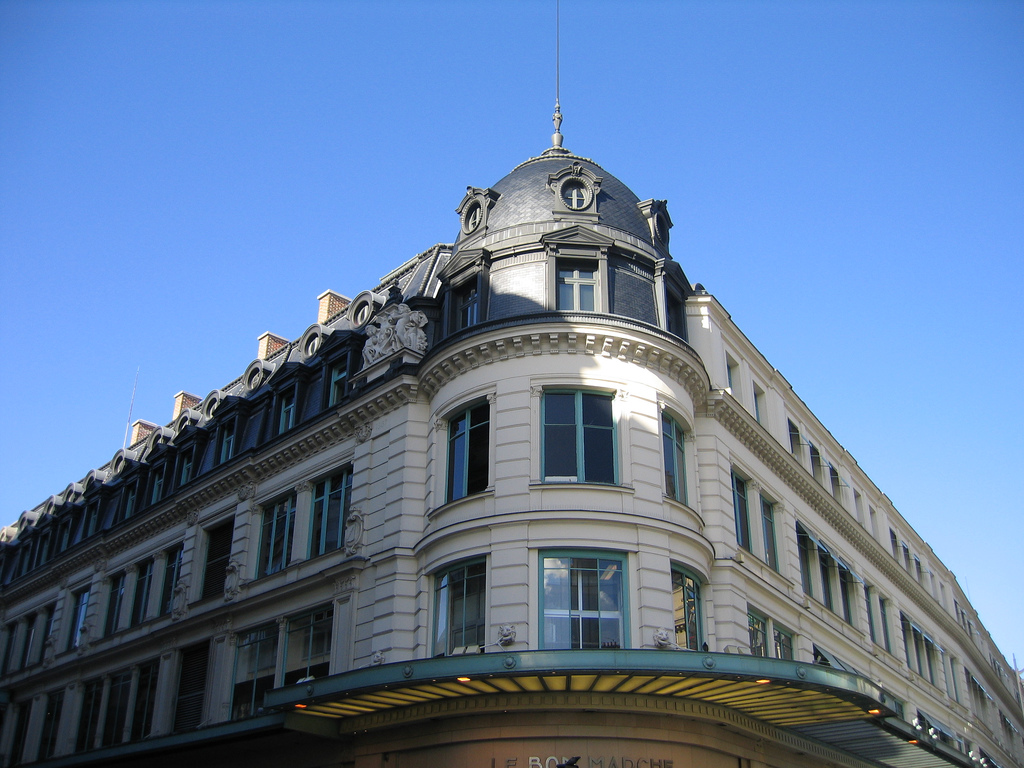
르봉 마르셰

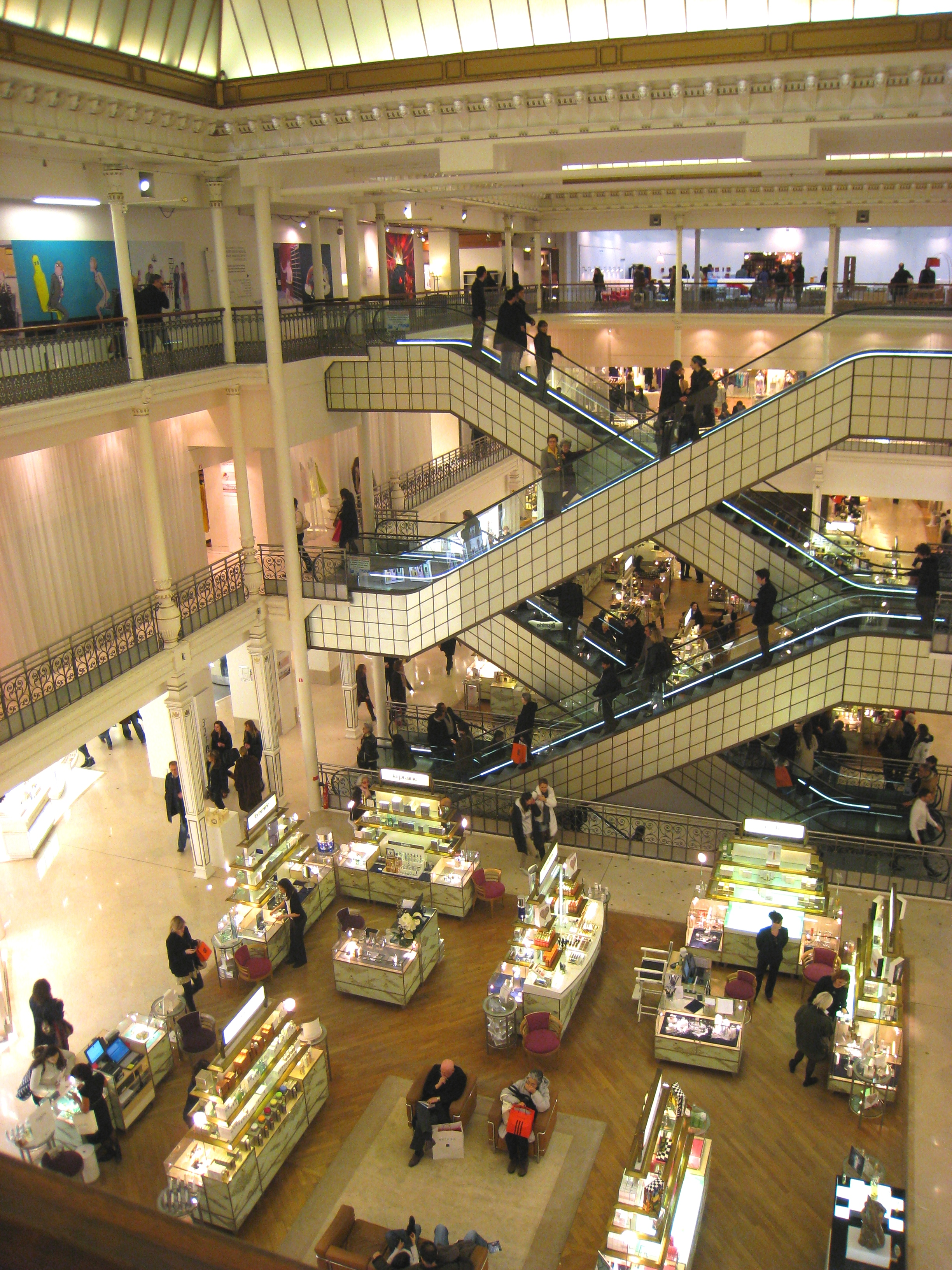
내부

르봉 마르셰 ("좋은 백화점", "좋은 거래"; 프랑스어: Le Bon Marché, IPA: [lə bɔ̃ maʁʃe])는 프랑스 파리시에서 가장 유명한 백화점 중 하나로서 파리에서 처음 생긴 백화점으로 묘사되기도 한다. 백화점에 의미를 뒀을 때 최초로 불리기는 하지만 가게 용도로 설계된 최초의 건물이기도 하다. 설립자는 아리스티드 부시코(Aristide Boucicaut)이다.

## 역사
1838년 작은 가게로 설립되어 고정가격으로 1850년 경부터 가게를 시작했다. 성공적인 판매를 거두면서 루이 오귀스트 부알로(Louis Auguste Boileau)의 상점으로 1867년 문을 열었다. 그의 아들, 루이 샤를 부알로(Louis Charles Boileau)는 1870년대에도 가게를 이어갔으며 1920년대에도 그의 손자 루이이폴리트 부알로(Louis-Hippolyte Boileau) 대에 이어지면서 영업했다.

## 기타
반지가 맞물리는 도안을 1914년 도입한 후 피에르 드 쿠베르탱이 이 그림을 올림픽 기로서 도입해 1916년 하계 올림픽 때부터 도입하기 시작했다. 정식으로는 1920년 하계 올림픽이 시초다.